# Jugoslavenski športski klub Majstor s mora
Lo Jugoslavenski športski klub Vuk, (in italiano Club sportivo jugoslavo Lupo), fu una società calcistica croata con sede nella città di Spalato. Fu attiva nel periodo interbellico e fu una delle più importanti società sportive della Splitski nogometni podsavez (la sottofederazione calcistica di Spalato), una delle 15 in cui era diviso il sistema calcistico del Regno di Jugoslavia.
Dal 1937 fu nota come JŠK Majstor s mora (it. Dominatori dal mare)

## Storia
Il JŠK Vuk viene fondato nel 1932 a Spalato dalla fusione di due squadre cittadine, la JŠK Aurora (fondata nel 1931) ed il SK Dalmatinac (fondato nel 1929). È una delle 4 squadre che è riuscito a vincere il campionato della sottofederazione spalatina: nel 1934 vince la 1. razred (la prima classe, il girone cittadino) e la finale sottofederale contro l'Avia di Castelvecchio per 2–1, mentre l'anno seguente rivince a sorpresa il girone cittadino battendo lo JRŠK per 3–1 nello spareggio (le due squadre hanno concluso a pari punti e stesso quoziente reti) per poi cedere nella finale contro l'Osvit (3–3 a Sebenico e 0–1 in casa).
Nel marzo 1937 si fonde con i concittadini del AŠK (Akademski športski klub), e nell'assemblea straordinaria del 21 novembre 1937 si decide di cambiare il nome in JŠK Majstor s mora. Nella stessa seduta viene eletta una nuova dirigenza, guidata dall'ing. Zvonimir Celić.
Il club cessa l'attività il 29 luglio 1940, quando si fonde con l'RNK Spalato.

## Cronistoria
| Stagione       | Piazzamento                                                                     |
| -------------- | ------------------------------------------------------------------------------- |
| Autunno 1932   | Aurora 2º e Dalmatinac Spalato 3º in 1. razred SNP. Si fondono a formare il Vuk |
| Primavera 1933 | 2º in 1. razred SNP                                                             |
| 1933-34        | 1º in 1. razred SNP. Vince la finale sottofederale (1º titolo)                  |
| Autunno 1934   | 2º in 1. razred SNP                                                             |
| Primavera 1935 | 1º in 1. razred SNP. Finalista sconfitto nella finale sottofederale             |
| Autunno 1935   | 2º in 1. razred SNP                                                             |
| Primavera 1936 | 4º in 1. razred SNP                                                             |
| Autunno 1936   | 2º in 1. razred SNP                                                             |
| Primavera 1937 | 2º in 1. razred SNP. A marzo assorbe l'AŠK                                      |
| 1937-38        | A novembre cambia il nome in Majstor s mora. 2º nella 1. razred SNP             |
| 1938-39        | 2º in 1. razred SNP                                                             |
| 1939-40        | 3º in 1. razred SNP. A fine campionato viene assorbito dal RNK Spalato          |

## Palmarès

### Competizioni regionali
- Splitski nogometni podsavez: 1

1933-1934